# Krevní náhražka
Krevní náhražka (krevní substitut, umělá krev, bílá krev) je označení syntetické náhrady lidské krve. Jedná se o vodnou emulzi obsahující perfluorované uhlovodíky (např. perfluordekalin, perfluoroktylbromid). Perfluorované uhlovodíky jsou dokonale inertní, nejedovaté a vynikají schopností rozpouštět plyny – perfluordekalin rozpouští až 40 hmotnostních procent kyslíku.
Umělá krev se používá pro transfúze v případech, kdy dojde k velké ztrátě krve, a skutečná krev není dostupná v dostatečném množství. Používají se také při léčbě popálenin a pro konzervaci orgánů. Není to však postup ideální, neboť aplikování umělé krve je podmíněno silným okysličením organismu, což může vést k jeho poškození.
Je třeba si uvědomit, že umělá krev neobsahuje krevní destičky, ani bílé krvinky. Není tak schopna zastavovat krvácení ani nezakročí proti infekci. Neobsahuje ani jiné látky, které jsou v přirozené krvi, jako je glukosa, inzulin, nebo hormony a enzymy. Při použití je také nutné dbát na osmotickou rovnováhu (hladinu soli = použití fyziologického roztoku a sterilní vody podle návodu). Ale při ztrátě velkého objemu může být významnou pomocí.